# Елзе Папенхайм
Елзе Папенхайм (на немски: Else Pappenheim) е австрийски невролог, психиатър и психоаналитик.

## Биография
Родена е в семейството на Едит Голдшмид-Папенхайм и Мартин Папенхайм, който е колега на Зигмунд Фройд. Учи отначало в „Шварцвалд Реалгимназия“, а през 1929 г. започва да следва медицина във Виенския университет. Тя е измежду последните обучаеми във Виенското психоаналитично общество преди аншлуса на Австрия с Германия.
След началото на аншлуса заминава първоначално за Палестина, а след това за САЩ, където работи под ръководството на Адолф Майер. През 1941 г. се установява в Ню Йорк, след 5 години се омъжва за Щефан Фришауф.

## Кратка библиография
- On Meynerts amentia. International Journal of Neurology 9, 1975, 311 – 326
- Freud and Gilles de la Tourette. Diagnostic speculations on „Frau Emmy von N.“. Int Rev Psycho-Anal 7, 1980, 265 – 277 [Freud und Gilles de la Tourette. Spekulationen über die Diagnose von Frau Emmy von N. Psyche 43, 1989, 929 – 951]
- Von der Kinderheilkunde zur Kinderpsychoanalyse im 19. Jahrhundert. Studien zur Kinderpsychoanalyse 6, 1986, 49 – 65
- Politik und Psychoanalyse in Wien vor 1938. Psyche 43, 1989, 120 – 141
- Psychoanalysis in the Soviet Union. Amer Psychoanal 24, 1990, 4f
- Adolf Meyer and psychoanalysis in America. Personal recollections. Amer Psychoanal 25, 1991, 20f
- Erinnerungen an meine Freundin Mimi Langer. Werkblatt 32, 1994, 87 – 97
- 100 Jahre Psychoanalyse. Ein kurzer Überblick über die Geschichte der Psychoanalyse in Österreich und den Vereinigten Staaten. Werkblatt 35, 1995, 112 – 122
- Hölderlin, Feuchtersleben, Freud. Beiträge zur Geschichte der Psychoanalyse, Psychiatrie und Neurologie. Hg. von Bernhard Handlbauer. Graz 2004
- (und Ernst Kris) The function of drawings and the meaning of the „creative spell“ in a schizophrenic artist. Psa Quart 15, 1946
- (und Mary Sweeney) Separation anxiety in mother and child. Psa Study Child 7, 1952, 95 – 114
- (und Jean-Pierre Lindenmayer) A case of accidental electrocution. A clinical report. Psa Quart 47, 1973, 218 – 227